# Anarthroclada parmata
Anarthroclada parmata is een hydroïdpoliep uit de familie Halopterididae. De poliep komt uit het geslacht Anarthroclada. Anarthroclada parmata werd in 1955 voor het eerst wetenschappelijk beschreven door Naumov. 